# Pellevattnet
Pellevattnet är en sjö i Strömsunds kommun i Jämtland och ingår i Ångermanälvens huvudavrinningsområde. Sjön har en area på 0,912 kvadratkilometer och ligger 477 meter över havet. Pellevattnet ligger i Frostvikenfjällen Natura 2000-område. Sjön avvattnas av vattendraget Sjoutälven.

## Delavrinningsområde
Pellevattnet ingår i det delavrinningsområde (717220-145487) som SMHI kallar för Nedlagd mätstation. Medelhöjden är 581 meter över havet och ytan är 7,5 kvadratkilometer. Räknas de 36 avrinningsområdena uppströms in blir den ackumulerade arean 189,48 kvadratkilometer. Sjoutälven som avvattnar avrinningsområdet har biflödesordning 3, vilket innebär att vattnet flödar genom totalt 3 vattendrag innan det når havet efter 287 kilometer. Avrinningsområdet består mestadels av skog (81 procent). Avrinningsområdet har 0,91 kvadratkilometer vattenytor vilket ger det en sjöprocent på 12,1 procent.